# Konrad Lerhueber

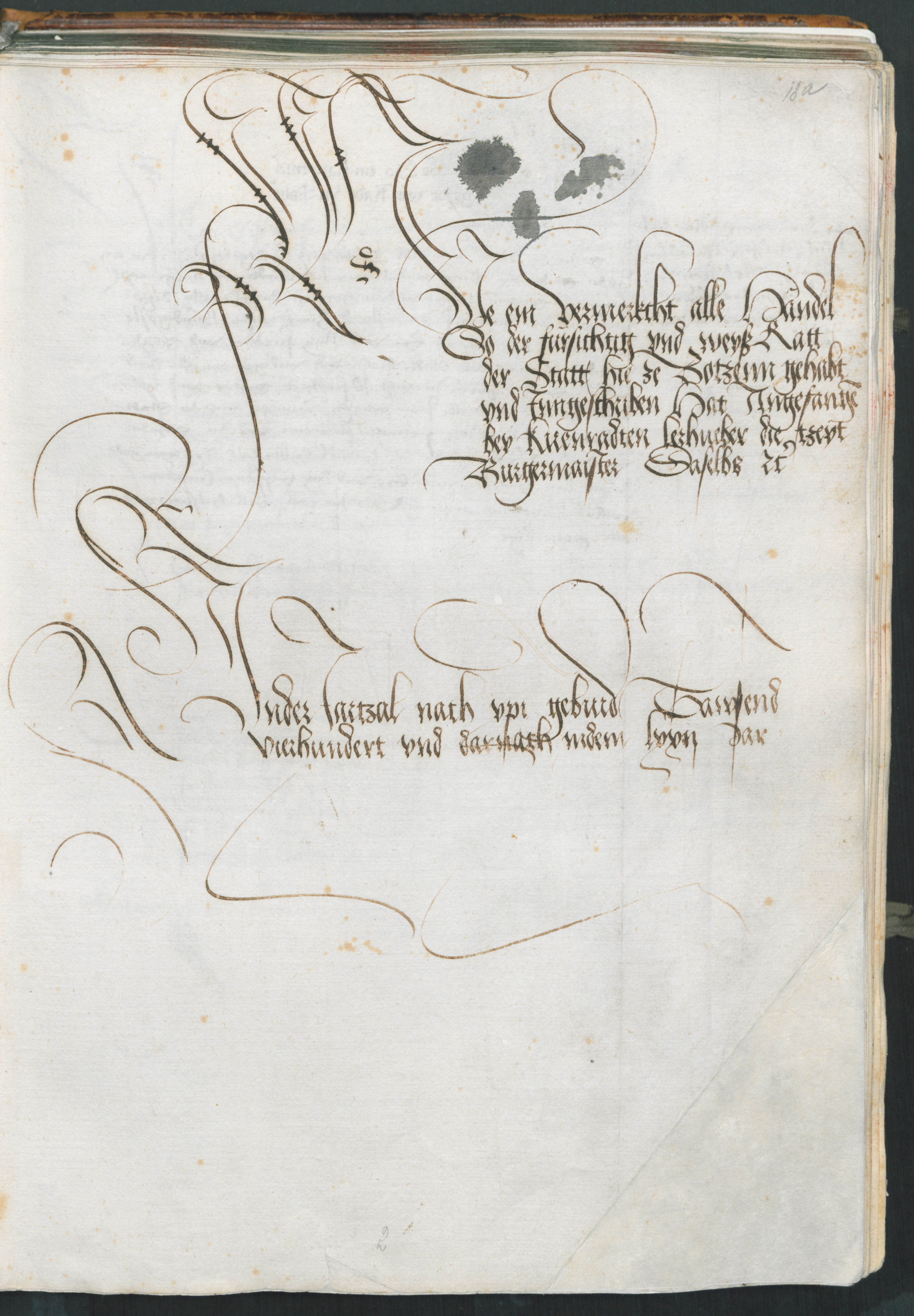
Titelblatt des von Bürgermeister Konrad Lerhueber 1472 angelegten Bozner Stadtbuchs (Stadtarchiv Bozen, Hs. 140, fol. 18a)

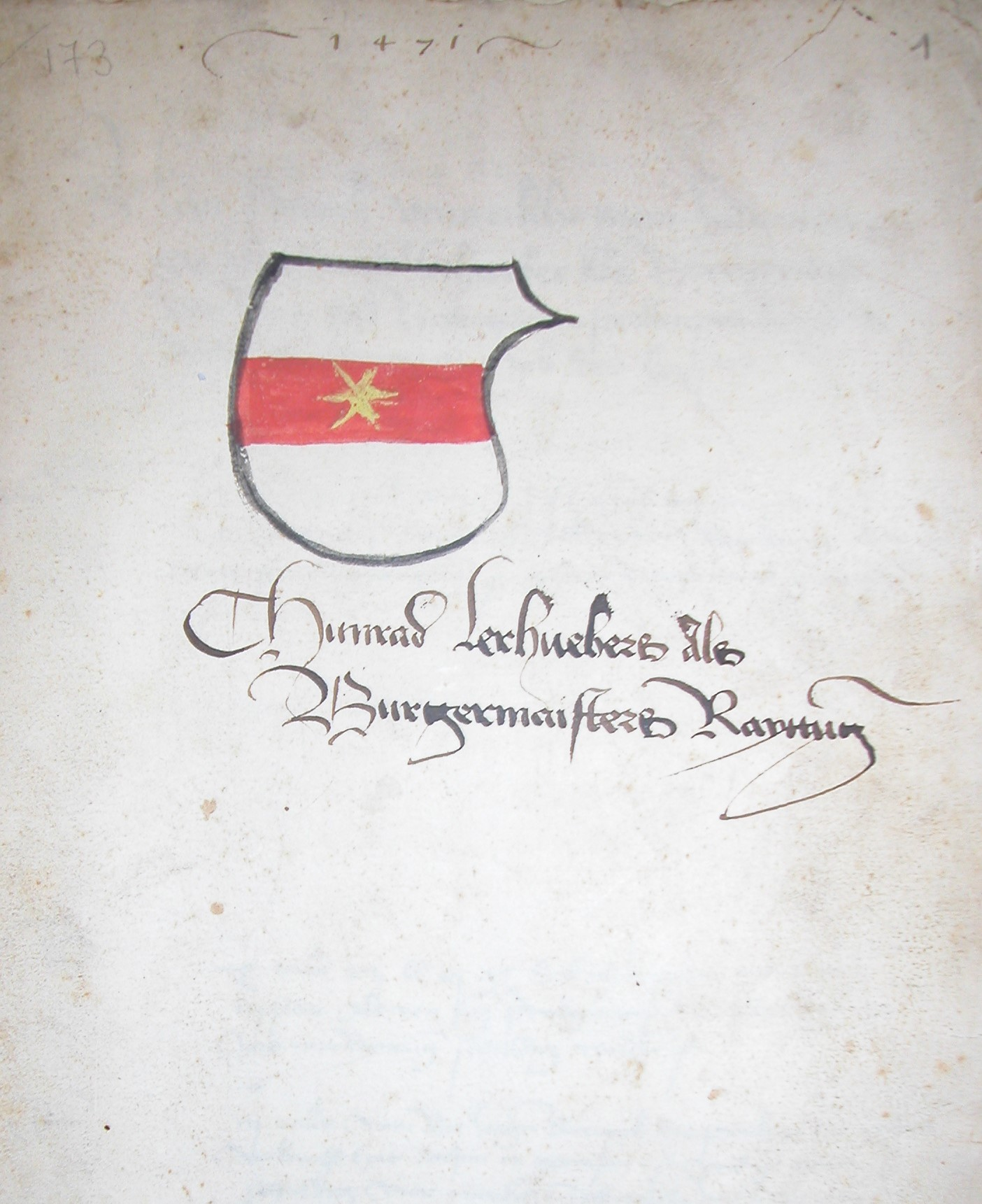
Unter BM Konrad Lerhueber angelegte Amtsrechnung der Stadt Bozen von 1471 (Hs. 173 des Stadtarchivs Bozen) mit dem Stadtwappen

Konrad Lerhueber (auch Konrad Lerhuber) war ein Bürgermeister der Stadt Bozen in der zweiten Hälfte des 15. Jahrhunderts. Als oberster kommunaler Amtsträger ist er 1471/72 bezeugt und vermutlich bald nach 1475 verstorben.
Lerhuebers ist bedeutsam aufgrund der von ihm im Januar 1472 veranlassten Anlage des Bozner Stadtbuches, eines umfassenden, bis 1525 fortgeführten kommunalen Amts- und Privilegienbuchs, das als „eindrucksvolles Zeugnis des kommunalen Verfassungsrechts“ gilt und „zentrale Grundlagen für die Bozner Stadtgeschichte enthält“.
Auch das städtische Rechnungsbuch über die Geschäftsgebarung von 1471 (Hs. 173 des Stadtarchivs Bozen) wurde von ihm angelegt; es trägt am Frontispiz die früheste gemalte Darstellung des Bozner Stadtwappens, dessen Erscheinungsbild den österreichischen Bindenschild übernimmt, allerdings mit verwechselten Tinkturen (weiß-rot-weiß) und mit einem goldenen, sechszackigen Stern auf dem roten Mittelbalken.